# Bob Hewitt
Bob Hewitt (* 12. ledna 1940 Dubbo) je bývalý australský tenista. Amatérsky hrál od roku 1958 a profesionálně od roku 1970, v roce 1983 ukončil kariéru. V roce 1967 se oženil s Jihoafričankou, přestěhoval se do Johannesburgu a přijal jihoafrické občanství. Později žil v USA a pracoval jako tenisový kouč.
Ve své kariéře vyhrál 7 turnajů v dvouhře, 65 turnajů v mužské čtyřhře a 6 turnajů ve smíšené čtyřhře. V roce 1967 byl klasifikován jako šestý hráč světového žebříčku. Získal patnáct grandslamových titulů: čtyřhra na Australian Open 1963 a 1964, ve Wimbledonu 1962, 1964, 1967, 1972 a 1978, na French Open 1972 a US Open 1977, mix na Australian Open 1961, ve Wimbledonu 1977 a 1979, na French Open 1970 a 1979 a na US Open 1979. Jeho nejlepším grandslamovým výsledkem ve dvouhře bylo třikrát semifinále Australian Open (1960, 1962 a 1963). S jihoafrickým týmem vyhrál v roce 1974 Davis Cup.
V roce 2001 byl obviněn ze sexuálního zneužívání nezletilých svěřenkyň. Vyšetřování potvrdilo Hewittovu vinu a v roce 2015 byl v Pretorii odsouzen k šestiletému vězení.
Po svém odsouzení byl vyloučen z Mezinárodní tenisové síně slávy.